# Kaan Kigen Özbilen
Mike Kipruto Kigen (né le 15 janvier 1986) est un athlète kényan, devenu turc en 2015, sous le nom de Kaan Kigen Özbilen, spécialiste des courses de fond. 

## Biographie
Vainqueur du cross par équipes des championnats du monde 2006, à Fukuoka, il remporte deux médailles d'argent, sur 5 000 m et sur 10 000 m lors des championnats d'Afrique de Bambous, à Maurice. Cette même année, il se classe septième de la finale mondiale de l'athlétisme à Stuttgart, et deuxième de la coupe du monde de nations d'Athènes.
Le 21 mars 2016, il améliore le record d'Europe du marathon en terminant troisième du marathon de Séoul, dans le temps de 2 h 6 min 10 s,.
Le 1er décembre 2019, il récupère le record d'Europe du marathon en terminant deuxième du marathon de Valence, dans le temps de 2 h 4 min 16 s.

## Palmarès
| Date | Compétition                            | Lieu           | Résultat | Épreuve       | Temps           |
| ---- | -------------------------------------- | -------------- | -------- | ------------- | --------------- |
| 2006 | Championnats du monde de cross         | Fukuoka        | 6e       | Cross court   |                 |
| 2006 | Championnats du monde de cross         | Fukuoka        | 1er      | Cross court   |                 |
| 2006 | Championnats d'Afrique                 | Bambous        | 2e       | 5 000 m       | 14 min 5 s 12   |
| 2006 | Championnats d'Afrique                 | Bambous        | 2e       | 10 000 m      | 28 min 3 s 70   |
| 2006 | Coupe du monde de nations              | Athènes        | 2e       | 5 000 m       | 13 min 36 s 19  |
| 2014 | Marathon de Paris                      | Paris          | 7e       | Marathon      | 2 h 10 min 59 s |
| 2015 | Marathon de Paris                      | Paris          | 4e       | Marathon      | 2 h 7 min 42 s  |
| 2016 | Championnats d'Europe                  | Amsterdam      | 2e       | Semi-marathon | 1 h 2 min 27 s  |
| 2016 | Jeux olympiques                        | Rio de Janeiro | 17e      | Marathon      | 2 h 14 min 11 s |
| 2016 | Championnats d'Europe de cross-country | Chia           | 10e      | cross         | 28 min 30 s     |
| 2017 | Jeux de la solidarité islamique        | Bakou          | 2e       | 10 000 m      | 27 min 41 s 99  |
| 2017 | Championnats d'Europe de cross-country | Šamorín        | 1er      | cross         | 29 min 45 s     |
| 2018 | Jeux méditerranéens                    | Tarragone      | 3e       | Semi-marathon | 1 h 4 min 19 s  |
| 2018 | Championnats d'Europe de cross-country | Tilbourg       | 4e       | cross         | 29 min 04 s     |

## Records
| Épreuve       | Temps          | Lieu      | Date              |
| ------------- | -------------- | --------- | ----------------- |
| 5 000 m       | 12 min 58 s 58 | Oslo      | 2 juin 2006       |
| 10 000 m      | 27 min 3 s 49  | Bruxelles | 7 septembre 2012  |
| Semi-marathon | 59 min 58 s    | New Delhi | 27 novembre 2011  |
| Marathon      | 2 h 4 min 16 s | Valence   | 1er décembre 2019 |